# Finále ženské dvouhry na Australian Open 2019
| Australian Open 2019 Finále ženské dvouhry Naomi Ósakaová (4.) vs. Petra Kvitová (8.) |                                              |                                              |                                              |                                              |                                              |
|                                                                                       | 1.                                           | 2.                                           | 3.                                           |                                              |                                              |
| Naomi Ósakaová                                                                        | 7                                            | 5                                            | 6                                            |                                              |                                              |
| Petra Kvitová                                                                         | 62                                           | 7                                            | 4                                            |                                              |                                              |
|                                                                                       |                                              |                                              |                                              |                                              |                                              |
| Datum:                                                                                | 26. ledna 2019                               | 26. ledna 2019                               | 26. ledna 2019                               | 26. ledna 2019                               | 26. ledna 2019                               |
| Turnaj:                                                                               | Australian Open                              | Australian Open                              | Australian Open                              | Australian Open                              | Australian Open                              |
| Místo:                                                                                | Rod Laver Arena, Melbourne Park, Melbourne   | Rod Laver Arena, Melbourne Park, Melbourne   | Rod Laver Arena, Melbourne Park, Melbourne   | Rod Laver Arena, Melbourne Park, Melbourne   | Rod Laver Arena, Melbourne Park, Melbourne   |
| Žebříček:                                                                             | Naomi Ósakaová: 4. WTA Petra Kvitová: 6. WTA | Naomi Ósakaová: 4. WTA Petra Kvitová: 6. WTA | Naomi Ósakaová: 4. WTA Petra Kvitová: 6. WTA | Naomi Ósakaová: 4. WTA Petra Kvitová: 6. WTA | Naomi Ósakaová: 4. WTA Petra Kvitová: 6. WTA |
| Předešlý poměr vzájemných zápasů: Ósakaová vs. Kvitová 0–0                            |                                              |                                              |                                              |                                              |                                              |
| Naomi Ósakaová (Japonsko)                                                             |                                              |                                              |                                              |                                              |                                              |
| Petra Kvitová (Česko)                                                                 |                                              |                                              |                                              |                                              |                                              |

Finále ženské dvouhry na Australian Open 2019 představovalo vyvrcholení soutěže dvouhry žen 107. ročníku Australian Open, úvodního tenisového grandslamu sezóny a jediného hraného na jižní polokouli. Konalo se 26. ledna 2019 od 19.30 hodin místního času v aréně Roda Lavera, na centrálním dvorci Melbourne Parku, areálu ležícího v hlavním městě australského svazového státu Victoria v Melbourne. V prvním vzájemném zápase, a přímém souboji o post světové jedničky, se utkaly japonská světová čtyřka Naomi Ósakaová a šestá hráčka žebříčku Petra Kvitová z České republiky.
28letá Petra Kvitová nastoupila do třetího grandslamového finále kariéry. Obě předchozí vyhrála, když v letech 2011 a 2014 ovládla Wimbledon.
21letá Naomi Ósakaová byla vůbec prvním zástupcem japonského tenisu, který se probojoval do finále dvouhry na Australian Open. V soutěži startovala jako úřadující šampionka US Open 2018 a odehrála tak druhé finále majoru v řadě.

## Pozadí 107. ročníku
Australian Open 2019 představoval úvodní grandslamový tenisový turnaj sezóny, který se konal od pondělí 14. ledna do neděle 27. ledna. V roce 1988 se přemístil na otevřené dvorcce s tvrdým povrchem v melbournském Melbourne Parku. Tři největší arény měly zatahovací střechu.
Vítězka si do žebříčku WTA připsala 2 000 bodů a finalistka 1 300 bodů. Prémie šampiónky činila 4 100 000 australských dolarů (cca 66 milionů korun), poražená obdržela poloviční prémii ve výši 2 050 000 australských dolarů.
Obhájkyní titulu byla dánská světová trojka Caroline Wozniacká, která ve třetím kole podlehla Rusce Marii Šarapovové. Úřadující světová jednička Simona Halepová z Rumunska vypadla v osmifinále se sedminásobnou šampionkou z Melbourne Serenou Williamsovou.

## Finalistky
Obě finalistky se v předchozí kariéře nikdy neutkaly. Druhý rok za sebou se utkání stalo přímým soubojem o post světové jedničky na žebříčku WTA. Na rozdíl od utkání Halepové s Wozniackou v roce 2018 však Naomi Ósakaová ani Petra Kvitová nikdy na čele světové klasifikace předtím nefigurovaly. Poražená měla zajištěný posun na druhou příčku. Pro Japonku by prohra znamenala zlepšení kariérního maxima o dvě místa. Češka na druhé pozici figurovala naposledy předtím v červnu 2015. O post světové jedničky soupeřila Kvitová již dvakrát, ale oba zápasy které by znamenaly postup na tenisový trůn, prohrála. Nejdříve v sydneyském semifinále 2012 s Li Na a poté v semifinále Australian Open 2012 se Šarapovovou. Ve 28 letech by se stala nejstarší novou jedničkou v historii, zatímco 21letá Ósakaová nejmladší takovou od Wozniacké z října 2010. Japonka by se také stala vůbec první singlovou jedničkou z Asie, bez rozdílu pohlaví.
Obě finalistky své předchozí boje o grandslamový titul vždy vyhrály, Kvitová dva wimbledonské a Ósakaová jeden na US Open. Celková statistika finále u japonské hráčky činila 2–2, zatímco česká reprezentantka měla výrazně aktivní bilanci 26–7, včetně osmi posledních výher v řadě.
Ve 21 letech a 3 měsících Ósakaová představovala nejmladší grandslamovou finalistku, která postoupila na dvou následných majorech do boje o titul, od 20leté Any Ivanovićové, jíž se tento výkon podařil na Australian Open a Roland Garros 2008. V případě výhry by se mohla stát nejmladší takovou šampionkou od Sereny Williamsové a jejích trofejí z Wimbledonu a US Open 2002. Dva grandslamové tituly v řadě po Williamsové získaly pouze Justine Heninová (US Open 2003, Australian Open 2004) a Kim Clijstersová (US Open 2010,Australian Open 2011). Japonská světová čtyřka se stala první tenistkou otevřené éry, která po premiérovém vítězství na US Open postoupila do finále následného Australian Open, respektive v rámci dvou takových po sobě jdoucích grandslamů první od Jennifer Capriatiové, jež si debutový vavřín odvezla z Australian Open 2001 a ve finále se objevila opět na Roland Garros 2001.

### Srovnání finalistek
| Naomi Ósakaová                        |                   | Petra Kvitová |
| ------------------------------------- | ----------------- | --- |
| Naomi Ósakaová                        |                   | Petra Kvitová |
| Japonsko                              | stát              | Česko |
| 16. října 1997 (21 let)               | datum narození    | 8. března 1990 (28 let) |
| Ósaka, Japonsko                       | místo narození    | Bílovec, Československo |
| 180 cm                                | výška             | 182 cm |
| 2013                                  | profesionálka     | 2006 |
| 4. / 4.                               | žebříček WTA      | 6. / 2. |
| 7–1 / 186–120                         | výhry–prohry      | 12–1 / 508–218 |
| 53 665 USD                            | výdělek v sezóně  | 154 580 USD |
| 7 682 862 USD                         | výdělek v kariéře | 27 496 787 USD |
| Aleksandar Bajin (od 2018)            | trenér            | Jiří Vaněk (od 2016) |
| Yonex                                 | raketa            | Wilson |
| pravou rukou, obouručný bekhend       | držení rakety     | levou rukou, obouručný bekhend |
| 2 WTA Indian Wells 2018, US Open 2018 | tituly            | 26 WTA Hobart 2009, Brisbane 2011 Paříž 2011, Madrid 2011 Wimbledon 2011, Linec 2011 Turnaj mistryň 2011, Montréal 2012 New Haven 2012, Dubaj 2013 Tokio 2013, Wimbledon 2014 New Haven 2014, Wu-chan 2014 Sydney 2015, Madrid 2015 New Haven 2015, Wu-chan 2016 Ču-chaj 2016, Birmingham 2017 Petrohrad 2018, Dauhá 2018 Praha 2018, Madrid 2018 Birmingham 2018, Sydney 2019 |
| Nejlepší výsledek na Grand Slamu      |                   | |
| 4. kolo 2018                          | Australian Open   | semifinále 2012 |
| 3. kolo 2016 a 2018                   | French Open       | semifinále 2012 |
| 3. kolo 2017 a 2018                   | Wimbledon         | vítězka 2011 a 2014 |
| vítězka 2018                          | US Open           | čtvrtfinále 2015 a 2017 |
| Předešlá vzájemná utkání              |                   | |
| 0–0                                   |                   | |

### Naomi Ósakaová
Naomi Ósakaová vstupovala do turnaje z pozice světové čtyřky pod trenérským vedením Aleksandara Bajina. Do Melbourne zavítala počtvrté, s bilancí tří výher a šesti porážek. V předchozí části sezóny odehrála jediný lednový turnaj Brisbane International, na němž podlehla v semifinále Curenkové.
Na Australian Open ztratila na cestě do finále tři sety a na dvorci strávila 8 hodin a 51 minut. V úvodních dvou kolech zdolala Polku Magdu Linetteovou a Slovinku Tamaru Zidanšekovou. Ve třetí fázi ztratila úvodní sadu s Tchajwankou Sie Šu-wej, a při stavu gamů 1–4 ve druhé, se ocitla na prahu vyřazení. Poté však získala jedenáct z posledních dvanácti her, jimiž zápas otočila. Ve čtvrtém kole obrátila průběh dalšího duelu proti třinácté nasazené Lotyšce Anastasiji Sevastovové, jíž zdolala i na předcházejícím Brisbane International. Probojovala se tak do prvního čtvrtfinále v Melbourne Parku. V něm ji nezastavila ani šestá nasazená Ukrajinka Elina Svitolinová po třísetovém průběhu. Mezi poslední čtveřicí hráček zdolala světovou osmičku Karolínu Plíškovou. Ve třetím třísetovém utkání uplatnila Japonka agresivní hru, s přesně umisťovanými balóny. Na vítězné míče Češku výrazně přehrála poměrem 56–20, rovněž tak na esa 15–3. Účast ve druhém grandslamového finále v řadě znamenala, že se stala vůbec prvním japonským finalistou dvouhry Australian Open.